# N'Guessankro (Lacs)
N'Guessankro  è una città e sottoprefettura della Costa d'Avorio appartenente al dipartimento di Bongouanou. Conta una popolazione di 35 048 abitanti (censimento 2014).